# Elasticitat (economia)
Elasticitat, en economia, és la raó formada entre el canvi proporcional d'una variable respecte al canvi proporcional d'una altra variable. També és la sensibilitat de la quantitat demanada o oferta als canvis en els preus. L'elasticitat s'expressa com un nombre negatiu però representat amb valor percentual positiu. És per això que l'elasticitat es pot entendre o definir com a variació percentual d'una variable x en relació amb una variable y. Si la variació percentual de la variable depenent y és més gran que la variable independent x, es diu que la relació és elàstica, ja que la variable depenent y varia en més quantitat que la de la variable x. En canvi, si la variació percentual de la variable x és més gran que y, la relació és inelàstica.
La inelasticitat o elasticitat d'una variable en relació amb una altra reflecteix, que si és inelàstica, la modificació en termes percentuals que realitza la variable independent sobre la dependent és petita, en canvi si és elàstica, la variació percentual de la variable independent sobre la dependent és gran. No s'ha de confondre elasticitat com a concepte amb elasticitat preu-demanda, ja que l'elasticitat pot reflectir nombroses relacions entre dues variables.
Per a efectes concrets d'una elasticitat demanda en una economia de mercat, si apugem el preu d'un producte o servei, la quantitat demanada d'aquest baixarà, i si baixem el preu d'aquest producte o servei, la quantitat demanada pujarà. L'elasticitat ens dirà en quina mesura es veu afectada la demanda per a les variacions en el preu, per exemple, que hi hagi productes o serveis per als quals haurà una petita variació de la quantitat demanada quan se'ls apuja el preu: si els consumidors compren independentment de les variacions del preu, a això se li diu inelasticitat. En el procés invers, el producte o servei és elàstic, les variacions en el preu modifiquen molt la quantitat demanada.
Hom pot posar com a exemple de producte típicament inelàstic en la cultura occidental el pa de farina de blat, ja que és considerat un article de primera necessitat, de tal manera que, encara que el seu preu pugés dràsticament, la demanda no es modificaria en la mateixa mesura (duplicar el preu de la barra de pa no provoca que la demanda baixi a la meitat), mentre que baixar el seu preu no suposaria un augment de la demanda (que la barra de pa baixi el seu preu a la meitat no provocarà que consumim el doble de pa). Conèixer si ens trobem davant un producte d'alta elasticitat o baixa elasticitat és molt important a l'hora de prendre decisions relatives a preus. Si ens trobem davant un producte inelàstic, sabem que tenim un ample marge de pujada de preus, i que una baixada de preus no serviria de res. Si ens trobem davant un preu elàstic, sabem que una baixada de preu pot suposar una pujada de les vendes

## Expressió matemàtica
Matemàticament, podem expressar l'elasticitat com el canvi proporcional d'una variable {\displaystyle y\,\!} relativament a una altra variable {\displaystyle x\,\!} :
{\displaystyle E(y,x)={\frac {\frac {\Delta (y)}{y}}{\frac {\Delta (x)}{x}}}}
En particular, si {\displaystyle y(x)\,\!} és derivable respecte a {\displaystyle x\,\!} i no nul·la, tindrem : {\displaystyle E(y,x)={\frac {x}{y}}.{\frac {\partial y}{\partial x}}}
Hom pot emprar el concepte d'elasticitat sempre que hi hagi una relació causa-efecte. Sol expressar-se com una variació de l'1% de {\displaystyle x\,\!}. D'aquesta manera l'elasticitat preu-demanda és la variació proporcional de la quantitat demanada davant d'una variació proporcional del preu. Si desitgem determinar la corba d'elasticitat amb l'eix d'elasticitat, i amb una variable depenent qualsevol, hem d'obtenir les funcions marginals en forma discreta, sigui de Y o de X. La funció d'elasticitat reflectirà l'impacte d'ambdues només mitjançant el moviment de la dependent triada. Per això hem d'introduir les funcions marginals en l'equació d'elasticitat. L'elasticitat busca mesurar l'impacte, o el grau de les variacions de les demandes o les ofertes dels productes donades diverses variacions de preus. Matemàticament s'expressa de la següent manera, sent I l'elasticitat, (Q) la quantitat i P el preu.
- I = Variació percentual d'augment en (Q)/ Disminució percentual de descens en (P)
- L'elasticitat de la demanda és el grau que la quantitat demanada (Q), respon a les variacions de preus (P) del mercat. En aquest cas, donats uns preus (P) i unes quantitats (Q) i un (P * Q) = Ingrés, hem de: 
  - Quan la reducció del preu (P) fa que la quantitat demanada (Q) augmenti tant que la multiplicació de (P * Q) sigui major a l'original, es presenta una demanda elàstica.
  - Quan la reducció del preu (P) fa que la quantitat demanada (Q) augmenti en proporcions iguals i (P * Q) sigui igual, l'elasticitat és proporcional o igual a 1.
  - Quan la reducció del preu (P) fa que la quantitat demanada (Q) sigui tan petita que la multiplicació de (P * Q) és menor a l'original, s'afirma que la demanda d'un bé és inelàstica o rígida.
- L'elasticitat de l'oferta és bàsicament el mateix concepte, simplement busca mesurar l'impacte en l'oferta d'un producte o servei donada una variació en el seu preu. Si la quantitat oferta d'un bé no disminuïx quan es disminuïx el preu, es diu que l'oferta és rígida o inelàstica.
  - En l'oferta totalment elàstica, la quantitat oferta pot ser infinita, si el preu és més gran que 0.
  - On la corba d'oferta representa quantitats iguals de (P) i (Q), l'elasticitat de l'oferta és igual a 1.

|  |  |